# Wichmond
Wichmond is een dorp in de gemeente Bronckhorst, in de Nederlandse provincie Gelderland. Het ligt tussen Zutphen, Hengelo, Vorden, Vierakker en Baak in.
Het heeft 480 inwoners in het dorp zelf en een kleine 775 inclusief de buitengebieden.

## Geschiedenis
Tijdens het verblijf van de Friese missionaris Liudger in West-Saksen krijgt hij een aantal onroerende goederen van rijke mensen, die zich tot het christendom hadden bekeerd. Een van deze goederen was afkomstig van graaf Wrachar die tijdens de schenking te Brummen verbleef. Hij schonk Liudger in 794 een stuk grond langs de IJssel. In de schenkingsoorkonde van 794 komt de eerste keer de naam Wichmond voor. Wichmond wordt dan geschreven als Withmundi. with-mund betekent ‘wijde mond’, in dit geval de monding van de Baakse Beek in de IJssel. Het middeleeuwse Wichmond lag dicht bij de IJssel, recht tegenover Cortenoever.
Liudger stichtte in Wichmond in 797 een kerk, gewijd aan Sint-Salvator. Het was daarmee de eerste kerk in de Achterhoek. Liudger kwam regelmatig terug in Wichmond op zijn reizen tussen Utrecht en Münster (waar hij de eerste bisschop werd) en zijn nieuwe kloosterstichting te Werden, de abdij van Werden. Later in de middeleeuwen was de kerk van Wichmond aan Liudger zelf gewijd en had de abt van Werden het collatierecht. De kerk werd na herhaaldelijke overstromingsschade in 1583 definitief opgegeven, waarna de restanten in 1592 op last van Zutphen werden gesloopt zodat de Spaanse troepen er niet zouden kunnen schuilen. Rond 1600 waren de laatste resten van de kerk definitief in de IJssel verdwenen. Het dorpje werd enige kilometers oostelijker hersticht. In het huidige dorp is dan ook geen historische kern.

### Gemeentelijke herindelingen
Na jarenlang, van 1816 tot 1989, tot de gemeente Warnsveld behoord te hebben is Wichmond ten gevolge van een gemeentelijke herindeling in 1989 toegevoegd aan de gemeente Vorden. Dit heeft geduurd tot 1 januari 2005. Sindsdien maakt Wichmond deel uit van de gemeente Bronckhorst. De locatie van het middeleeuwse Wichmond ligt echter in de gemeente Zutphen. Het dorp werkt heel veel samen met Vierakker, het dorp ernaast; zo is de school er voor kinderen uit beide plaatsen, evenals de peuterspeelzaal en de diverse verenigingen.

## Geboren te Wichmond
- Liselore Gerritsen (1937-2020), zangeres en schrijfster
- Theodoor Frederik Jan Muller Massis (27 juli 1866-18 juli 1948), politicus en lid van Raad van State